# Euzebiusz Hauser
Euzebiusz Hauser (ur. 16 grudnia 1885, zm. 1965) – pułkownik dyplomowany piechoty Wojska Polskiego.

## Życiorys
Euzebiusz Hauser urodził się 16 grudnia 1885 roku. Starszy porucznik przydzielony do Sztabu Generalnego ze starszeństwem z 1 listopada 1911 roku. W styczniu 1914 roku pełnił służbę na stanowisku oficera sztabu c. i k. XXI Brygady Piechoty we Lwowie (11 Dywizja Piechoty), pozostając oficerem nadetatowym c. i k. 45 pułku piechoty w Przemyślu.
5 maja 1919 roku został przyjęty do Wojska Polskiego z byłej armii austro-węgierskiej z zatwierdzeniem posiadanego stopnia kapitana ze starszeństwem z dniem 1 stycznia 1915 roku.
3 maja 1922 roku został zweryfikowany w stopniu podpułkownika ze starszeństwem z dniem 1 czerwca 1919 roku i 83. lokatą w korpusie oficerów piechoty, a jego oddziałem macierzystym był wówczas 2 pułk piechoty Legionów. Z dniem 10 października 1922 roku został przeniesiony z Szefostwa Administracji Armii Ministerstwa Spraw Wojskowych do Dowództwa Okręgu Korpusu Nr IX w Brześciu na stanowisko szefa sztabu. 18 maja 1923 roku Prezydent RP zatwierdził go w stopniu pułkownika ze starszeństwem z dniem 1 czerwca 1919 roku i 119,5. lokatą w korpusie oficerów piechoty. Następnie pełnił służbę w Ministerstwie Spraw Wojskowych, będąc na etacie przejściowym w Komisji dla przepisów gospodarczo-rachunkowych i kasowych, będąc oficerem nadetatowym 37 pułku piechoty w Kutnie. 13 lipca 1924 roku otrzymał przeniesienie do 48 pułku piechoty Strzelców Kresowych w Stanisławowie na stanowisko dowódcy pułku. 31 marca 1927 roku został mianowany członkiem Oficerskiego Trybunału Orzekającego. 14 lutego 1929 roku został zwolniony z zajmowanego stanowiska w OTO i pozostawiony bez przynależności służbowej z równoczesnym oddaniem do dyspozycji dowódcy Okręgu Korpusu Nr I. Z dniem 30 czerwca 1929 roku został przeniesiony w stan spoczynku. W 1934 roku pozostawał w ewidencji Powiatowej Komendy Uzupełnień Warszawa Miasto III. Posiadał przydział do Oficerskiej Kadry Okręgowej Nr I. Był wówczas „przewidziany do użycia w czasie wojny”.

## Ordery i odznaczenia
- Krzyż Walecznych – dwukrotnie
- Krzyż Jubileuszowy Wojskowy
- Krzyż Pamiątkowy Mobilizacji 1912–1913